# János Martonyi

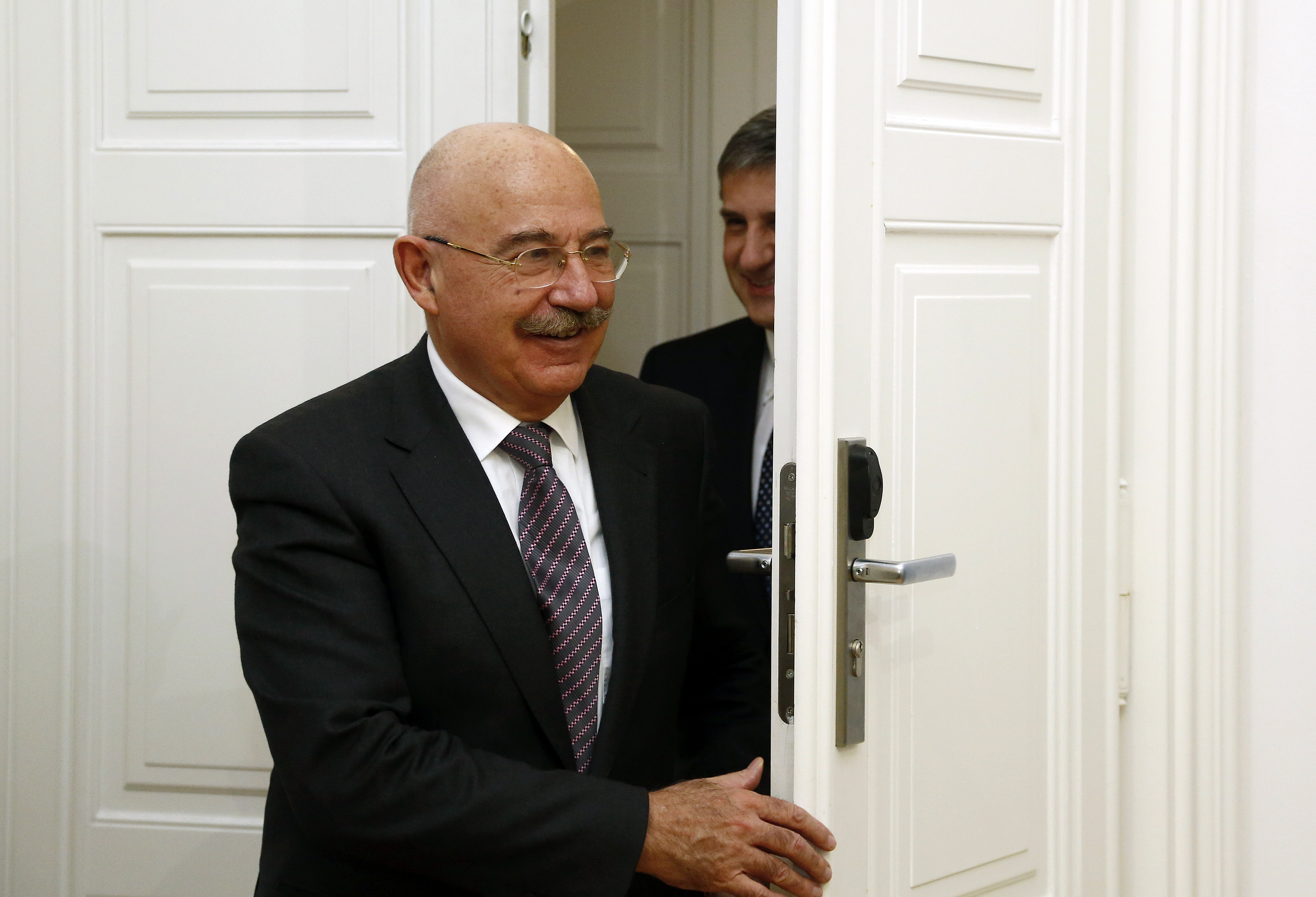
Martonyi zu Besuch bei Michael Spindelegger.

János Martonyi (* 5. April 1944 in Kolozsvár, Königreich Ungarn) ist ein ungarischer Jurist und Politiker der rechtskonservativen Partei Fidesz. Er war 1998–2002 und 2010–2014 Außenminister von Ungarn.

## Leben
Martonyi wurde in Kolozsvár geboren, das 1940 nach dem Zweiten Wiener Schiedsspruch an Ungarn abgetreten wurde und 1945 wieder an Rumänien kam. Er studierte Rechtswissenschaften in der kommunistischen Volksrepublik Ungarn und schloss 1967 sein Studium mit dem ungarischen Jura-Diplom ab. Er arbeitete danach als Rechtsanwalt und später als Handelssekretär an der ungarischen Botschaft in Belgien. Seit den 1980er-Jahren lehrt er an verschiedenen Budapester und europäischen Universitäten Rechtswissenschaften. Zwischen seinen Amtszeiten als Außenminister war er zudem Partner bei Baker & McKenzie in Budapest.
1964 bis 1968 verfasste er während Studienreisen nach Westeuropa regelmäßig Berichte für die ungarische Geheimpolizei.
1988 trat er kurz vor dem Zusammenbruch des Ostblocks der ungarischen kommunistischen Partei MSZMP bei. Während der Transition war er Beauftragter der kommunistischen Regierung für die Privatisierung und später ihr Vizeaußenminister.
Seit 2003 ist er Mitglied der Partei Fidesz.

## Auszeichnungen
- 1999: Knight Grand Cross des Order of St. Michael and St. George
- 2000: Verdienstorden Ehrenlegion der Französischen Republik[4]
- 2000: Großes Goldenes Ehrenzeichen am Bande für Verdienste um die Republik Österreich[4][5]
- 2003: Medaille des Verdienstordens der Republik Ungarn mit dem Stern[4][6]
- 2015: Großer Orden der Aufgehenden Sonne am Band (Japan)[7]
- 2016: Széchenyi-Preis[4][8]
- 2016: Orden der Aufgehenden Sonne Japans[9][10]
- 2018: Matthias-Corvinus-Ehrenzeichen[4][11]
- 2019: József-Antall-Preis[12]
- 2022: Lajos-Batthyány-Preis der ungarischen Batthyány-Stiftung[13]